# Università di New York
L'Università di New York (in inglese New York University e in acronimo NYU) è un'università privata con sede a New York. È una delle università più famose e prestigiose del mondo. La sede principale si trova nel Greenwich Village di Manhattan. Fondata nel 1831 è una delle più grandi istituzioni private di istruzione postsuperiore negli Stati Uniti.
L'università è organizzata in 18 facoltà, collegi ed istituti situati non solo a New York tra Manhattan e Brooklyn, ma in tutto il mondo. Essa offre ai propri studenti la possibilità di studiare all'estero presso i campus a Londra, Parigi, Firenze, Praga, Madrid, Berlino, Accra, Shanghai, Buenos Aires, Sydney, Washington e Tel Aviv, oltre al campus di Singapore della Tisch School of the Arts e un campus globale di arti libere ad Abu Dhabi che è stato aperto a settembre 2010.
Con circa 12.500 residenti, la NYU è il settimo più grande sistema di residenze universitarie negli Stati Uniti e il più grande tra le università private. Alcune delle prime fraternità del paese si sono formate proprio presso la NYU.
Le squadre sportive dell'università sono chiamate "the Violets" (le Viole), il cui nome proviene dal colore principale, viola, del logo dell'università. La mascotte della scuola è stata modellata a partire dalla lince. Quasi tutte le squadre sportive presso la NYU partecipano alla NCAA Division III e alla University Athletic Association. Nonostante abbia numerosi giocatori di football nella All-American, la New York University non possiede una propria squadra di football dal 1960.
Tra le facoltà vi è inoltre il prestigioso Polytechnic Institute of New York University che è parte integrante dell'università dal 2008.
Dai 158 iscritti del 1831, la NYU conta oltre 40.000 studenti divisi tra i 14 istituti e facoltà nei diversi quartieri di Manhattan e Brooklyn. Dai 14 conferenzieri degli inizi (tra cui l'inventore Samuel Morse), ora insegnano a tempo pieno oltre 3.100 professori.

## Storia
Il tutto nacque da una riunione di letterati e scienziati, tenutasi al City Hall nel 1830 a cui parteciparono oltre cento delegati che discussero i termini di un piano per la creazione di una nuova università partendo dal modello dell'Università di Londra (1826). L'idea era quella di creare un'università per giovani in cui l'ammissione non sarebbe stata basata sulla ricchezza o sulla provenienza ma sul merito. I fiduciari del nuovo istituto chiesero, inizialmente, un finanziamento alla città e allo Stato di New York; Il finanziamento fu respinto e quindi fu deciso di utilizzare centomila dollari provenienti da fonti private. Albert Gallatin, Segretario del Tesoro sotto Thomas Jefferson, fu scelto come primo rettore dell'università. Sebbene l'idea di fondare l'università partisse principalmente da presbiteriani evangelici, la New York University è sempre stata considerata un'università laica, senza nessun orientamento religioso predominante, contrariamente alla maggior parte delle università americane.
Il 21 aprile 1831, il nuovo istituto ricevette il suo statuto e fu denominato come "Università della città di New York"; documenti più vecchi, fanno spesso riferimento ad essa con quel nome. Nonostante ciò l'università, già dal principio, era popolarmente conosciuta come Università di New York per poi essere ufficialmente ribattezzata come tale nel 1896. Nel 1832, la NYU è riuscita a tenere i primi corsi presso alcune stanze in affitti nelle vicinanze di City Hall. Nel 1835, fu istituita la facoltà di legge, prima facoltà professionale della NYU.
Nonostante sin dalla fondazione, la NYU avesse una grande sede a Washington Square, l'università acquistò un'altra sede a University Heights nel Bronx, a causa del sovraffollamento della sede principale. La NYU desiderava ardentemente che la zona nord di New York conoscesse un ulteriore sviluppo. La mossa decisiva della NYU nel Bronx si verificò nel 1894, grazie soprattutto agli sforzi del Cancelliere Henry Mitchell MacCracken. La sede di University Heights divenne molto più ampia di quella di Washington Square. Come risultato, la maggior parte delle operazioni dell'Università, tra cui il collegio universitario delle arti e delle scienze e la facoltà di ingegneria, furono alloggiate lì. Anche le strutture amministrative della NYU furono trasferite presso la nuova sede nel Bronx, sebbene le facoltà per gli studenti laureati rimasero presso la sede di Washington Square. Nel 1914, la sede di Washington Square divenne la sede centrale della NYU e fu denominata Washington Square College. Nel 1935, la NYU aprì un'ulteriore sede presso Hempstead a Long Island. Questa sede, in seguito, sarebbe diventata pienamente indipendente per formare la Hofstra University.
Tra la fine degli anni sessanta e gli inizi di quelli settanta, la crisi finanziaria strozzò New York, obbligando le istituzioni a tagliare molti fondi tra cui quelli destinati alla NYU. Sentendo le pressioni di un fallimento imminente, il rettore della NYU James McNaughton Hester negoziò la vendita della sede a University Heights, avvenuta nel 1973. Dopo la vendita della sede nel Bronx, l'University College si fuse con Washington Square College. Nel 1980, sotto la guida del rettore John Brademas, la New York University lanciò una campagna da un miliardo di dollari, soldi che furono spesi quasi interamente per ristrutturare e aggiornare l'università. La campagna partì per essere completata in quindici anni, ma ne bastarono solo dieci. Nel 2003 il rettore John Sexton ha lanciato un'ulteriore campagna da 2,5 miliardi di dollari, spesi principalmente per finanziare aiuti economici per gli studenti meno abbienti.
Nel 2008, dopo alcuni anni di accordi e affiliazioni, la NYU ingloba ufficialmente l'allora Polytechnic University di Brooklyn che verrà ridenominato Politecnico dell'Università di New York. Il politecnico, considerato uno degli istituti scientifici più illustri di tutti gli Stati Uniti, diventa così la facoltà di ingegneria e di scienze della NYU.

### Logo dell'Università

Il logo dell'università, una fiaccola accesa, trae le sue origini dalla Statua della Libertà, al fine di indicare la volontà della NYU di essere servizio della città di New York. La torcia è raffigurata sia sul sigillo che sul logo della New York University. Il logo fu disegnato nel 1965 dal famoso grafico Tom Geismar della nota società di grafica Chermayeff & Geismar. Ci sono due versioni riguardanti l'origine del colore principale dell'università, ovvero il viola. Alcuni affermano che la scelta derivi dal fatto che si ritenesse che le viole crescessero abbondantemente a Washington Square e tra i contrafforti dell'Old university Building. Altri, invece, sostengono che il colore sia stato adottato poiché la viola era un fiore comunemente associato alla città di Atene, il maggior centro culturale dell'antica Grecia.

## Sedi
La maggior parte delle sedi della NYU si trova in un'area di circa 229 ettari delimitata a sud da Houston Street, da Broadway a est, dalla 14ª strada a nord, e dalla sesta Avenue (Avenue of the Americas) a ovest. Il nucleo di edifici della NYU circondano la piazza di Washington Square.

### Washington Square
Dalla fine del 1970, la sede principale della NYU è quella di Washington Square, nel cuore del Greenwich Village. Nonostante sia di proprietà pubblica, il parco di Washington Square è il simbolo non ufficiale della NYU. Fino al 2007, la NYU teneva le sue cerimonie di fine anno accademico nel parco di Washington Square. Dopo quella data, per via dei lavori di ristrutturazione del parco, dal 2008 le cerimonie sono state spostate nello Yankee Stadium.

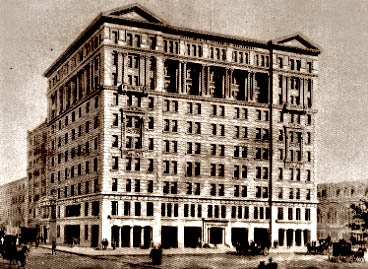
The Silver Center (circa 1900)

Nel 1990, NYU è diventata un'università a "due quadrati" per via della costruzione di un secondo distretto nelle vicinanze di Union Square, a circa dieci minuti a piedi da Washington Square. Il distretto della NYU di Union Square è costituito principalmente dalle residenze per gli studenti del secondo anno di Carlyle Corte, di Palladium Residence Hall, di Alumni Hall, di Coral Tower, di 13th Street Hall, di University Hall, e dalle residenze delle matricole nella Third Nord Residence Hall. Nel 2009 NYU ha aggiunto per le residenze studentesche un nuovo padiglione al distretto universitario di Union Square: Founders Hall.
La NYU gestisce teatri e strutture che vengono spesso utilizzate dal conservatorio di musica e dalla Tisch School of the Arts. Produzioni esterne sono spesso tenute nelle strutture della NYU. L'università possiede il teatro "Skirball Center for Performing Arts" (850 posti) a 566 LaGuardia Place, poco più a sud di Washington Square e l'Auditorium-Lubin Eisner (560 posti) presso il Centro Kimmel. Recentemente il Centro Skirball ha ospitato importanti discorsi di politica estera di John Kerry e Al Gore, nonché la registrazione della finale della terza stagione di The Apprentice. Il Centro Skirball è la più grande struttura di arti dello spettacolo della 42nd Street.

#### Biblioteca Bobst

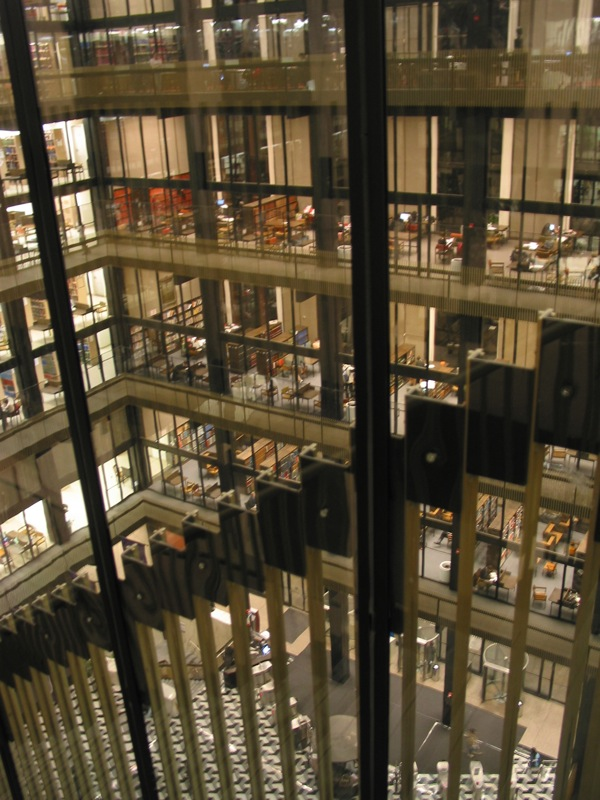
La biblioteca Bobst vista dall'interno

La biblioteca di Elmer Holmes Bobst, costruita tra il 1967 e il 1972, è la più grande biblioteca della NYU e una delle più grandi biblioteche accademiche degli Stati Uniti. Progettata da Philip Johnson e Richard Foster con 12 piani per un totale di 39.000 metri quadrati, la struttura si trova nella parte sud del parco di Washington Square (a 70 Washington Square South). La Bobst Library offre un Multidisciplinary Reference Center, un Research Common, 28 chilometri di scaffalature e circa 2 000 posti a sedere per gli studenti. La biblioteca è visitata da oltre 6.800 persone al giorno.
L'Avery Fisher Center for Music and Media della Bobst Library è uno dei più grandi centri multimediali del mondo accademico, dove studenti e ricercatori possono utilizzare oltre 95.000 registrazioni audio e video l'anno. Lo Studio Digital offre strutture in continua evoluzione e risorse all'avanguardia per i progetti di docenti e studenti, promuovendo così l'accesso a risorse digitali per l'insegnamento, l'apprendimento, per la ricerca e per gli eventi artistici.
Nella Bobst Library vi sono anche numerose importanti collezioni d'arte. La struttura ospita infatti la collezione Fales, considerata una delle più belle collezioni della lingua inglese e della narrativa americana degli Stati Uniti, l'eccezionale Downtown Collection, che documenta la scena d'avanguardia letteraria e artistica di New York dal 1970 ad oggi, e la Food and Cookery Collection, che documenta la storia dell'alimentazione americana con particolare attenzione alla città di New York. La Bobst Library ospita anche la Tamiment Library, una delle più belle collezioni al mondo per la ricerca scientifica nella storia del lavoro, socialismo, anarchismo, comunismo, e radicalismo americano. La Tamiment Library comprende gli archivi del lavoro di Robert F. Wagner, gli archivi dell'America Irlandese, il Center for the Cold War and the U.S., e il Frederic Ewen Academic Freedom.

#### Nuove strutture
Dai primi anni 2000 la NYU ha costruito nuovi strutture nei pressi della sede centrale di Washington Square. Il Kimmel Center for University Life è stato costruito nel 2003 come luogo principale per i vari sportelli per gli studenti. Il centro ospita anche il Skirball Center for the Performing Arts, il Padiglione Rosenthal, l'Auditorium Eisner & Lubin e il Loeb Student Center. Nel 2004 è stata fatta costruire la Furman Hall per la Facoltà di Giurisprudenza, incorporando in un'unica facciata elementi di due edifici storici diversi, tra cui l'edificio che fu occupato dal poeta Edgar Allan Poe.
Nel 2005, la NYU ha annunciato lo sviluppo di una nuova struttura completamente dedicata ai corsi di scienze a Waverly Place. L'impianto è il primo edificio di scienze della NYU sviluppato dopo l'apertura del Meyer Hall nel 1971. Nel novembre 2005, l'università ha annunciato l'intenzione di voler costruire una nuova residenza studentesca di venti piani per un totale di 18 000 presso la 12th Street (dodicesima strada). La struttura, denominata "Founders Hall", ospita circa 700 studenti undergraduate, offrendo servizi anche per altri studenti. È attualmente l'edificio più alto nell'East Village.

### Sede di Brooklyn

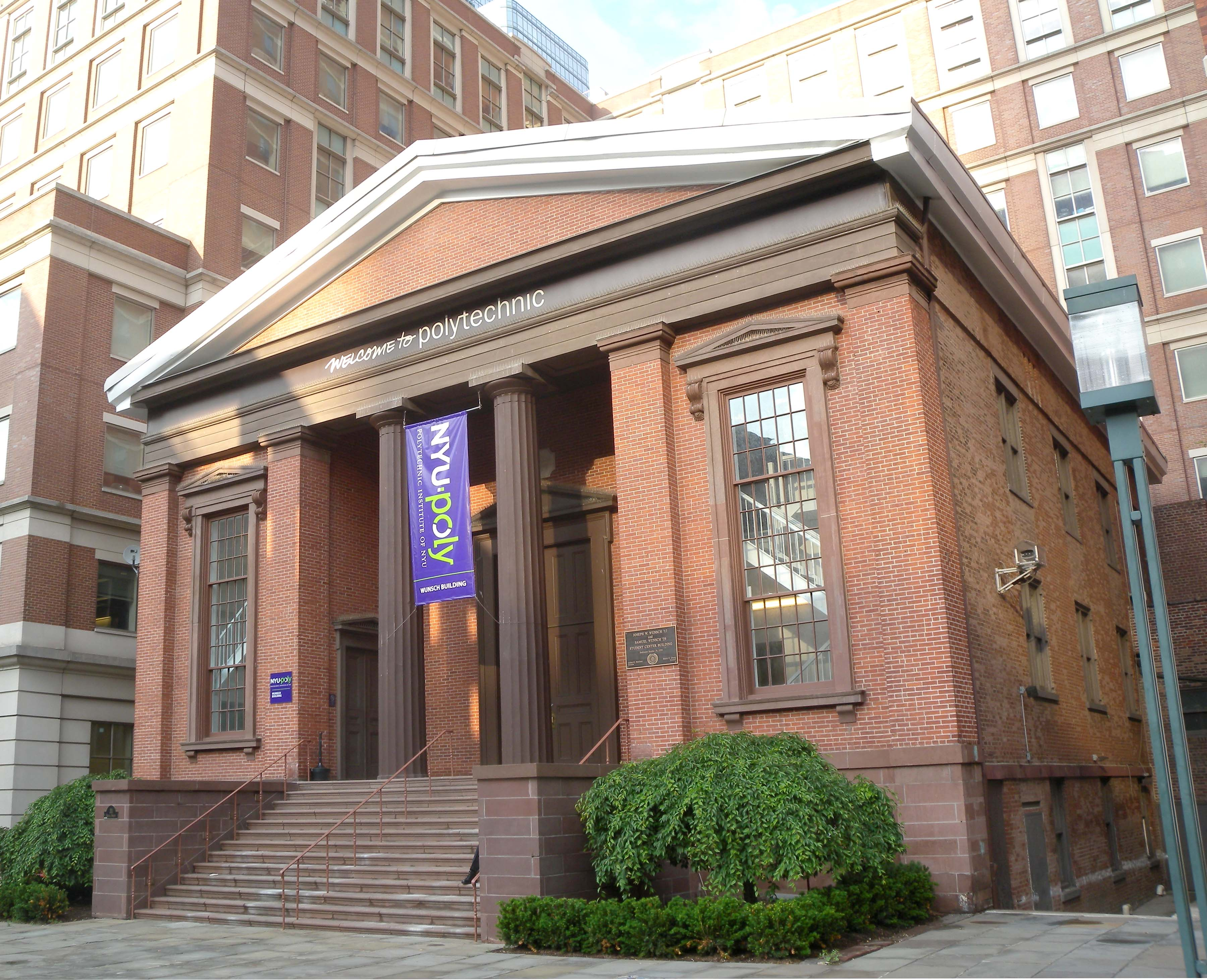
La Wunsch Building

Nella sede di Brooklyn vi è il Politecnico dell'Università di New York situato nel nord del distretto. Si tratta di uno dei più antichi istituti privati di tecnologia negli Stati Uniti, e si è distinto per l'illustre esperienza e storia in ingegneria elettrica, chimica dei polimeri (il Polymer Research Institute è stato fondato nel 1942. Il 3 settembre 2003 l'American Chemical Society ha designato il Polymer Research Institute come un punto fondamentale di riferimento per la storia della chimica dei polimeri), aerospaziale e ingegneria microonde (il Microwave Research Institute fondato nel 1945). Il politecnico è situato in posizione centrale del Metrotech Center ed è vicino a numerose vie di comunicazione, rendendolo facilmente raggiungibile da tutte le zone della città di New York e Long Island. L'università dispone di numerosi servizi all'avanguardia tra cui una nuova biblioteca e nuovi servizi per le classi di ingegneria elettrica, informatica ed ingegneria informatica. La sede di Brooklyn offre corsi principalmente per studenti undergraduate (non laureati). Nonostante ciò, sono disponibili numerosi corsi anche per gli studenti graduate (laureati).
Il Politecnico ha svolto un ruolo di enorme importanza nella realizzazione del Metrotech Center, uno dei più grandi parchi urbani universitari/aziendali nel mondo e il più grande degli Stati Uniti. Oggi il complesso di 65.000 metri quadrati del valore di un miliardo di dollari ospita il politecnico e numerose aziende legate al settore della tecnologia, compresa la Securities Industry Automation Corporation (SIAC), il centro 911 (il numero d'emergenza) del dipartimento di polizia di New York City, il quartier generale del dipartimento del New York City Fire e le strutture, utilizzate principalmente per le funzioni tecnologiche, del JPMorgan Chase. Nel 1998, un Marriott Hotel è stato costruito nelle adiacenze del Metrotech. Il Metrotech ha dimostrato di essere uno centri urbani universitari, aziendari e governativi più efficaci. Esso ha portato sviluppo in un quartiere che un tempo è stato caratterizzato dal degrado urbano.
L'edificio Wunsch ospita il sindacato degli studenti dell'università e viene utilizzato anche per accogliere molti eventi sociali, culturali, accademici sia per l'università che per la comunità. La struttura risale al 1847 ed è stata la prima chiesa indipendente nera di Brooklyn. Inoltre è stata anche una fermata della metropolitana di New York, essendo stata designata come un punto di riferimento storico dal 24 novembre 1981.
La Bern Dibner Library of Science and Technology, aperta nel 1990 in un nuovo edificio, è il centro informazioni del Politecnico, accessibile anche da qualsiasi luogo tramite internet, dentro o fuori la sede, 24 ore al giorno, sette giorni alla settimana. Inoltre, le reti wireless consentono agli studenti di accedere ai servizi elettronici della biblioteca da qualsiasi punto del campus.
L'Istituto ha inoltre sedi nel centro di Manhattan, Long Island, nella contea di Westchester ed in Israele.

### Altre sedi e servizi
La New York University School of Medicine (facoltà di medicina della NYU) è situata nei pressi del lungomare di East River all'indirizzo 550 First Avenue tra East 30th ed East 34th Streets (tra la 30ª strada est e la 34ª strada est). Il campus ospita la facoltà di medicina, il Tisch Hospital, e l'istituto di medicina riabilitativa Rusk. Altri centri NYU in tutta la città sono il New York University Hospital per le malattie comuni e il Bellevue Hospital. La Silver School of Social Work (ex Ehrenkranz School of Social Work) della NYU gestisce i programmi delle succursali nella contea di Westchester per il Manhattanville College, in Rockland County per il St. Thomas Aquinas College, e di Staten Island per la City University di New City University of New York's College of Staten Island.

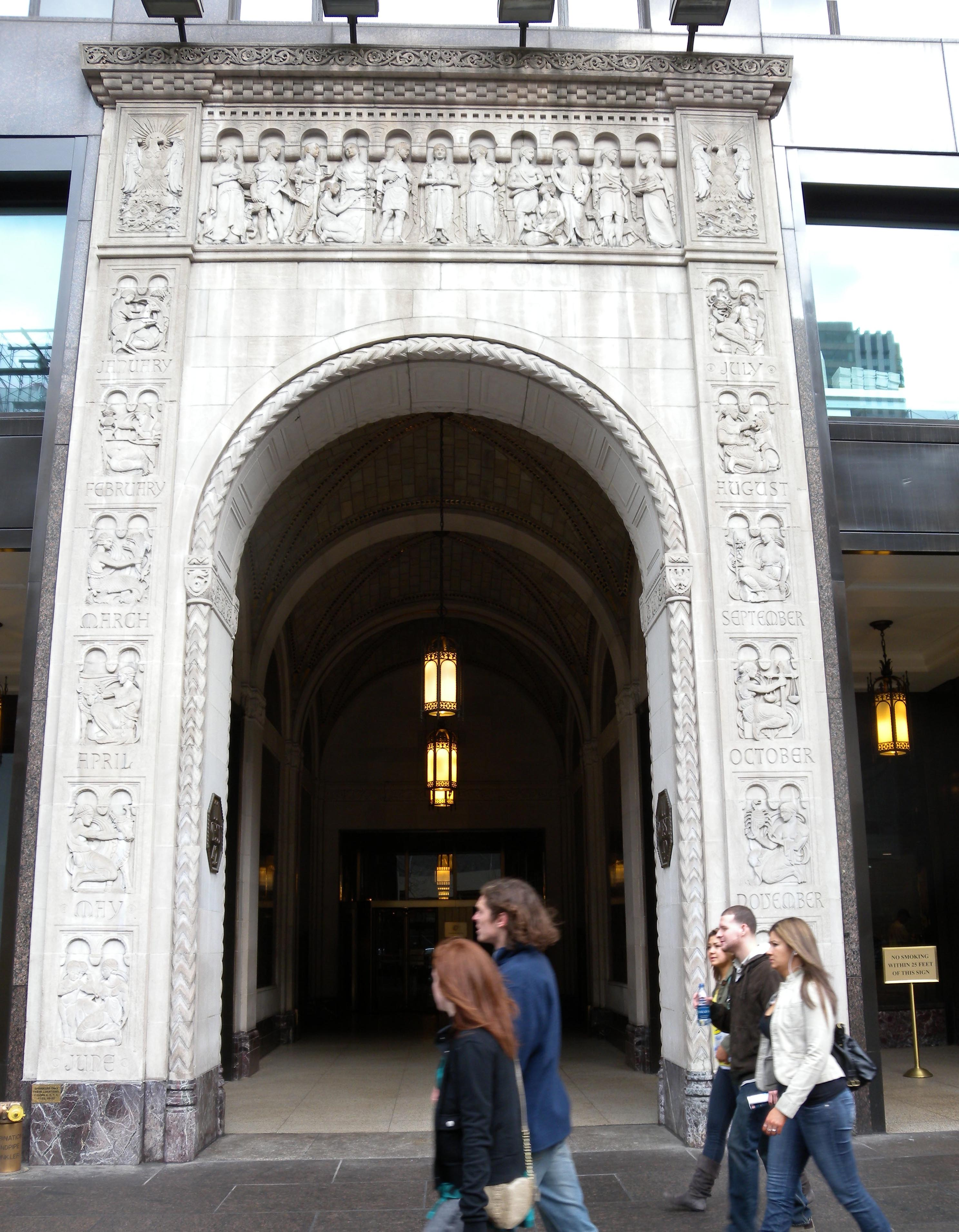
11 West 42nd Street

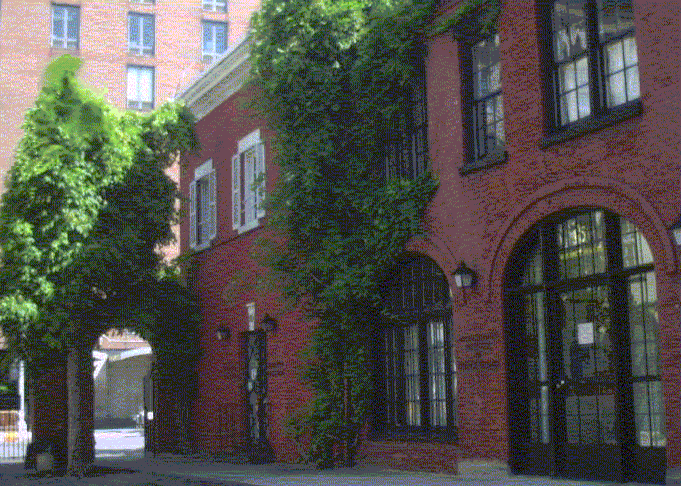
La Maison Française

Nella Sterling Forest, vicino a Tuxedo, New York, la NYU ha una struttura di ricerca che contiene diversi istituti, in particolare il Nelson Institute of Environmental Medicine (istituto di medicina ambientale Nelson). Il Centro di Midtown nella 11 West 42nd Street e il Woolworth Building nel quartiere finanziario offrono diversi programmi di formazione postlaurea.
L'università possiede numerose strutture al di fuori degli Stati Uniti utilizzate per i programmi di studio all'estero. La più degna di nota è la sede della NYU, presso la villa La Pietra, nella città di Firenze in Italia. La struttura è di circa 230 000 metri quadrati ed è stata lasciata in eredità alla NYU dal defunto Sir Harold Acton nel 1994. L'università gestisce diversi corsi di laurea ed estivi a Firenze, Londra, Parigi, Praga, Berlino, Accra, e Madrid, e recentemente ha avviato programmi a Shanghai e Buenos Aires. A giugno 2007, la NYU ha annunciato l'intenzione di creare un campus in Israele insieme alla Tel Aviv University. Nell'anno accademico 2008-2009 è partita la possibilità di iscrizione per gli studenti. Il programma Israele ha accettato un piccolo gruppo di studenti per il semestre primaverile nel 2009. Tuttavia, per motivi di sicurezza, gli studenti sono stati inviati ad altri programmi NYU in seguito alla guerra di Gaza. Gli studenti sono stati in grado di partecipare al programma per l'anno scolastico 2009-2010. Più di recente, il governo degli Emirati Arabi Uniti ha annunciato l'intenzione di finanziare un campus per la NYU nella capitale di Abu Dhabi, il primo del suo genere ad essere istituito all'estero da parte di un'importante università statunitense. Il programma è organizzato per ricevere studenti dal 2010. La costruzione della sede (il cui costo è stimato da 1 a 1,5 miliardi di dollari) sarà interamente finanziata dalla famiglia reale degli Emirati.
L'università ha diversi centri internazionali nel campus, tra cui il Deutsches Haus, La Maison Française, il Glucksman Irlanda Casa, la Casa Italiana Zerilli-Marimò, il King Juan Carlos I dello Spain Center, il Hagop Kevorkian Center, un'Africa House and una China House. La NYU era anche uno dei membri fondatori della League of World Universities.

### Ecosostenibilità
La NYU ha come priorità l'ecocompatibilità delle proprie strutture. Negli ultimi due anni è stata l'università negli Stati Uniti che ha più acquistato corrente proveniente da energia eolica. Con questa scelta, la NYU ha intenzione di raggiungere risultati equivalenti alla rimozione di 12 000 auto dalla strada o al piantare 72 000 alberi. A maggio del 2008, la N.Y.U. Sustainability Task Force si è aggiudicata 150000 $ per contributi a 23 progetti basati su ricerche riguardanti l'energia, il cibo, i paesaggi, l'approvvigionamento, trasporto e rifiuti. Questi progetti includono uno student-led bike-sharing modellato secondo il programma Velib Parigi con 30 biciclette gratuite per studenti, personale, e la facoltà. La NYU ha ricevuto il voto "B" per la College Sustainability Report Card 2010 dal Sustainable Endowments Institute.

### Residenze universitarie

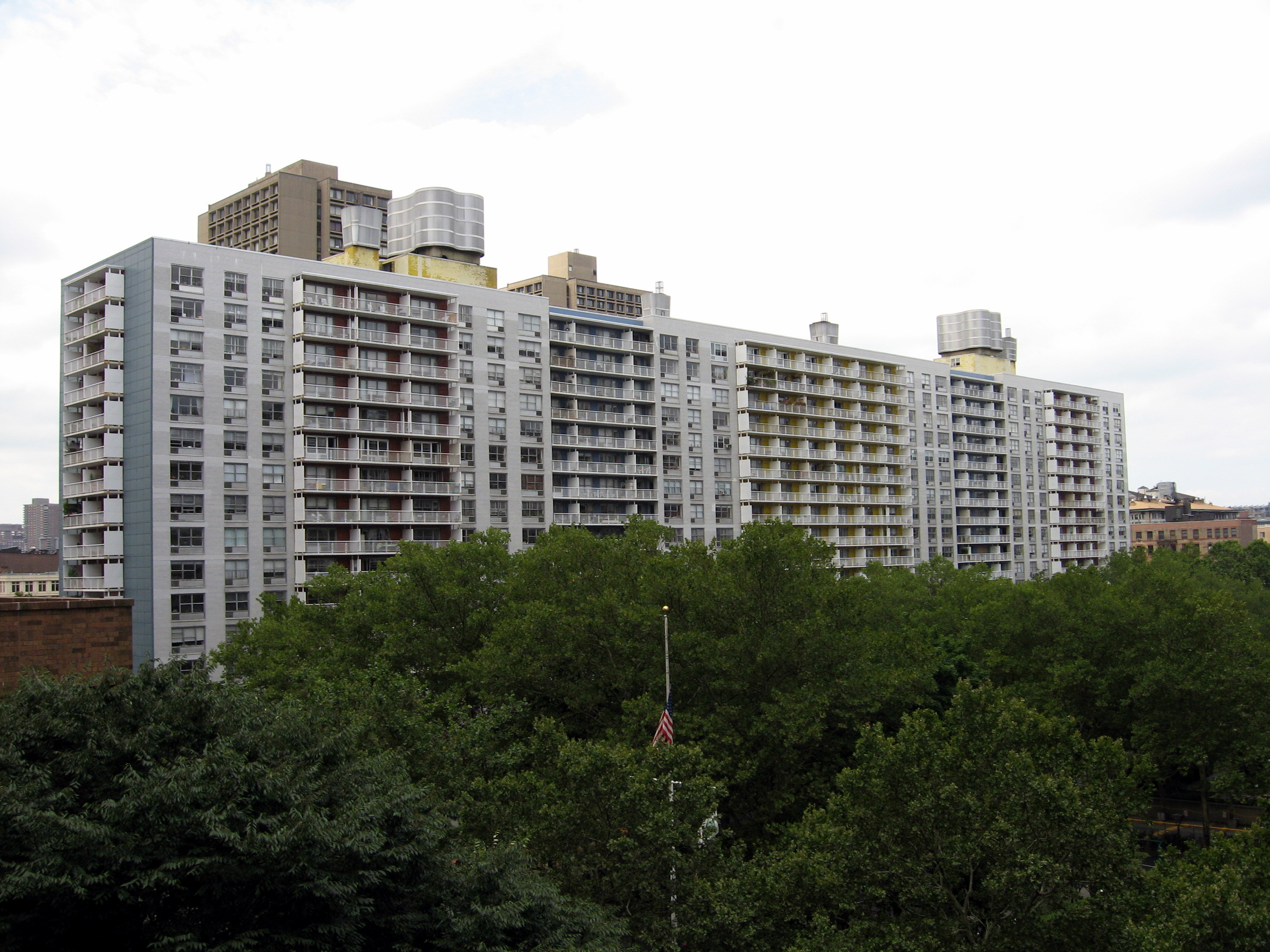
Washington Square Village, Casa dei docenti e studenti graduate NYU

Con 12 500 residenti, la NYU è il settimo più grande sistema di residenze universitarie negli Stati Uniti e il più grande tra le università private. In particolare molte delle residenze NYU non sono altro che vecchi complessi di appartamenti o vecchi alberghi. La maggior parte delle nuove residenze si trovano nella zona di Washington Square. Mentre attualmente gli alloggi per gli studenti del secondo anno si trovano principalmente nelle vicinanze di Union Square, un tempo ve ne erano due nel quartiere finanziario e uno, ancora in uso, a Chinatown. L'università ha un proprio sistema di trasporto (autobus) per portare i propri studenti nei rispettivi campus. Agli studenti universitari undergraduate (non laureati) è garantito un alloggio durante la propria iscrizione alla New York University. Ben ventuno sono gli edifici della NYU dedicati agli alloggi. In generale, le residente NYU ricevono ottime recensioni. La maggior parte delle camere, infatti, sono spaziose e presentano molti comfort considerati rari (come cucine e salotti/aree comuni) nelle normali residenze universitarie. Tutte le strutture residenziali sono disciplinate dal Inter-Residence Hall Council (IRHC), un consiglio degli studenti. Nel 2007, la National Association of College and University Residence Halls ha nominato la NYU come la "National School of the Year" per gli sforzi compiuti nel rendere quanto migliori possibile le proprie residenze. Inoltre, la NYU è stata premiata nel National Program of the Year for UltraViolet Live, una competizione annuale che raccoglie fondi per la Relay For Life.
Ci sono stati alcuni problemi tra la NYU e i residenti dell'East Village e il Greenwich Village. Tra i brownstones e costruzioni storiche, l'università ha costruito molte residenze studentesche.

## Accademia

### Facoltà

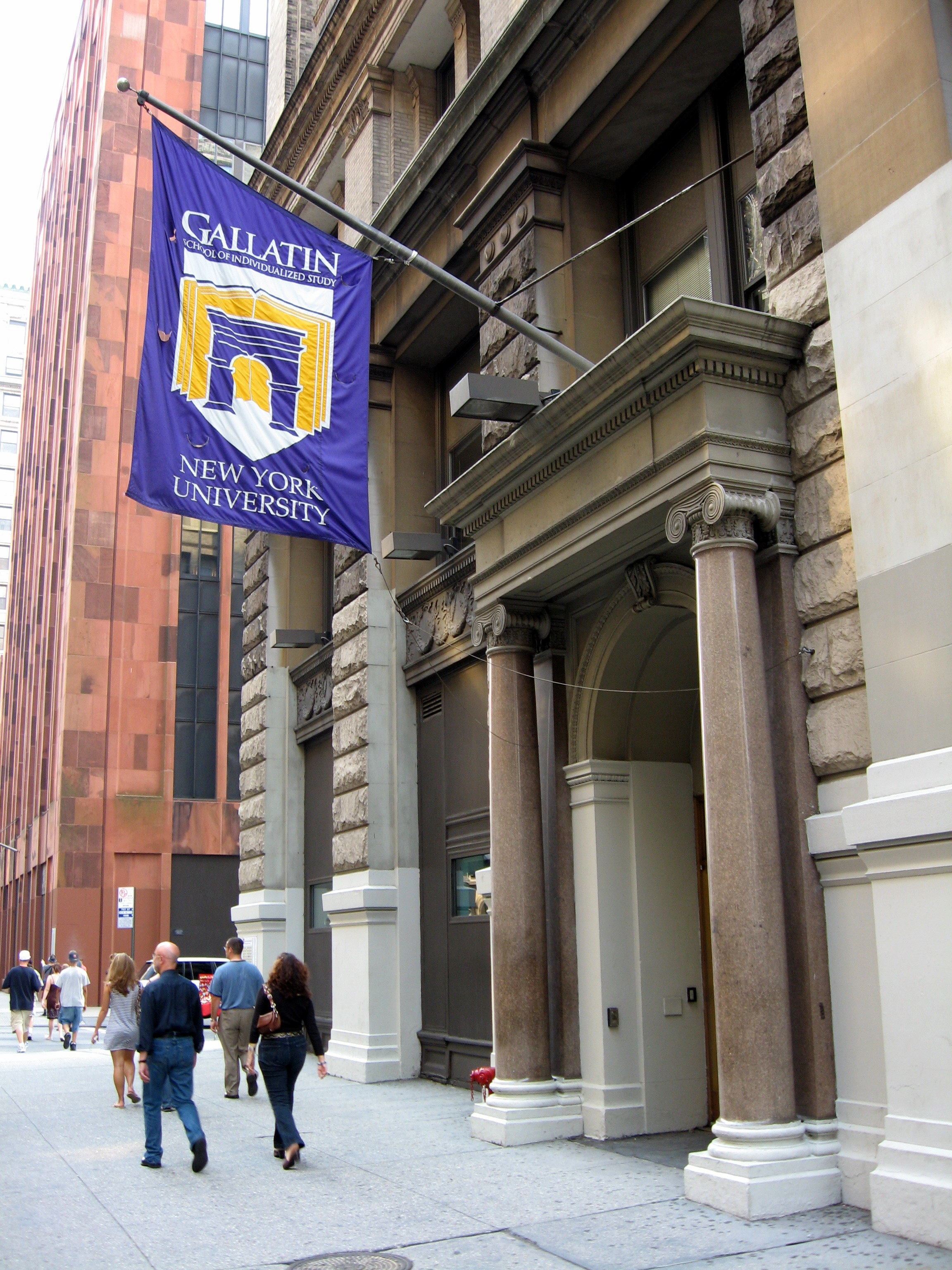
Le bandiere identificano le sedi NYU nella città. Questa bandiera è per il Gallatin School of Individualized Study

La NYU comprende 18 collegi, tra facoltà e istituti. La facoltà di Arti e delle Scienze è attualmente l'unità accademica più grande dell'università. È composta da tre suddivisioni, tra cui il Collegio delle Arti e delle Scienze, la scuola di specializzazione in Arti e Scienze e gli studi liberali. L'Accademia delle Arti e delle Scienze è stata la prima scuola e l'unica quando la NYU è stata fondata. Oltre al CAS, le scuole di laurea comprendono la Gallatin School of Individualized Study; la School of Social Work; la Steinhardt School of Culture, Education and Human Development — la prima scuola di educazione negli Stati Uniti; la Stern School of Business; la Tisch School of the Arts. Nel 2008 il Polytechnic University si è fuso con l'università diventando il suo politecnico, offrendo alla NYU una facoltà di ingegneria dopo oltre trenta anni.
La NYU possiede anche numerose facoltà di post laurea: il College of Dentistry, il College of Nursing, l'Courant Institute of Mathematical Sciences, il Institute of Fine Arts, Institute for the Study of the Ancient World, il Politecnico, la School of Continuing and Professional Studies, la School of Law, la School of Medicine, il Graduate School of Arts and Science, and il Wagner Graduate School of Public Service.
La NYU ha chiuso la propria facoltà di Aeronautica nel 1973, e di chirurgia veterinaria nel 1922, fondendo altri programmi con altre scuole. Per esempio, la propria facoltà di ingegneria si è fusa con il Polytechnic University di New York nel 1973, e il vecchio NYU College Hofstra Memorial divenne indipendente nel 1937.

### Ammissioni ed iscrizioni
La NYU ha una grande, variegata popolazione studentesca che rappresenta tutti i 50 Stati degli Stati Uniti e più di 130 Paesi. Circa il 25-30% delle matricole della NYU proviene dagli Stati di New York, New Jersey e Connecticut, mentre il restante 70-75% proviene al di fuori della Tri-State Area. Il dieci per cento degli studenti proviene da una delle cinque municipalità di New York mentre il 20% dalla circostante Tri-State Area. Le scuole di provenienza delle future matricole della NYU si trovano nel nord-est degli USA e in particolar modo a New York. Fra le scuole di provenienza vi sono le prestigiose Stuyvesant High School e la Bronx High School of Science e altre importanti scuole private nel nord-est.
Il 2010-2011 è stato un altro anno accademico record per la New York University con un totale di 42 242 richiedenti per le classi del 2015 superando il record di 38 037 richiedenti dell'anno precedente.
La classe di laurea del 2012 (entrando Fall 2008) è composta da 4 310 studenti, il 26,9% dei quali è composto da candidati la cui scelta è stata molto precoce. L'ammissione alla NYU è molto selettiva. La metà dei punteggi SAT per le classi del 2011 è stata tra 1 300 e 1 440, mentre la metà dei voti ACT sono stati tra il 29 e 31. Il GPA medio nelle scuole superiori dei candidati è stato 3,63 e la maggior parte degli studenti in arrivo erano tra i primi dieci della propria classe. Il tasso di ammissione dell'università è sceso al 24% dei richiedenti, il più basso record della NYU.
Il 21 giugno 2010 la NYU ha annunciato il profilo medio delle matricole dei nuovi corsi di laurea di Abu Dhabi. La prima classe comprende 150 studenti, il 36% dei quali proveniente dagli Stati Uniti. Il punteggio medio SAT è stato 1 470 e ha avuto un tasso di accettazione di appena 2,1%. Essi sostengono di essere il "World's Honors College".
Durante il processo di ammissione, alcune istituzioni della NYU sono relativamente più selettive di altre in determinate categorie, a seconda degli obiettivi formativi dell'istituzione. Per esempio, il programma della NYU ad Abu Dhabi ha permesso l'iscrizione principalmente a studenti che hanno dimostrato un'eccellente esperienza di leadership oltre che dotate capacità intellettuali (i punteggi medi SAT di studenti ammessi sono 715 per verbali e 730 per la matematica), mentre la Tisch School of the Arts - pur richiedendo un punteggio SAT/ACT molto elevato - si concentra molto più sulle abilità artistiche e creative di quanto non facciano altre scuole alla New York University.
L'università è tra le prime 15 università negli Stati Uniti per il numero di studenti del primo anno nella National Merit Scholars.

## Bilancio economico e fondi
La NYU ha completato la propria campagna della durata di sette anni e di 2.5 miliardi di dollari, ottenendo più del previsto, ovvero oltre 3 miliardi di dollari, la più grande somma mai raccolta da una qualsiasi università in una campagna a termine. Iniziata nel 2001, questa campagna è stata per l'università la più grande della sua storia e si proponeva di raccogliere un milione di dollari al giorno per le borse di studio e gli aiuti finanziari, per le sedi delle facoltà, per le nuove iniziative accademiche e per migliorare le infrastrutture della NYU. Nella campagna sono stati inclusi i 50 milioni di dollari donati dalla famiglia Tisch (a cui si deve il nome della facoltà d'arte e di una sede) e i 60 milioni di dollari donati da sei fiduciari chiamati "The Partners Fund", allo scopo di assumere nuovi insegnanti. Il 15 ottobre 2007 l'università ha annunciato che la Silver family aveva donato 50 milioni di dollari per la facoltà per assistenti sociali, che verrà rinominata di conseguenza. Questa è la più grande donazione mai ottenuta negli Stati Uniti da una facoltà per il lavoro sociale.
L'anno accademico 2007-2008 è stato l'anno di raccolta fondi di maggior successo di sempre per la New York University, con una raccolta di 698 milioni di dollari solo nei primi 11 mesi dell'anno e con un incremento del 70% delle donazioni rispetto all'anno precedente. Recentemente l'università ha anche annunciato la preparazione di piani per la NYU's Call to Action, una nuova iniziativa per chiedere ad ex-studenti e donatori dei sostenimenti finanziari per gli studenti dell'Università.
Inoltre l'università ha annunciato il suo piano di sviluppo strategico della durata di 25 anni, in programma in concomitanza con il proprio bicentenario nel 2031. Inclusi nei piani del "NYU 200" vi sono l'aumento del numero delle residenze studentesche e degli spazi accademici, l'assunzione di professori esemplari, il coinvolgimento delle comunità di New York in un processo di pianificazione trasparente. La NYU spera di rendere le proprie strutture quanto più rispettose possibile dell'ambiente. Come parte di questo piano, la NYU ha acquistato 118 milioni di chilowattora di energia eolica durante l'anno accademico 2006-2007, il che rappresenta il più grande acquisto di energia eolica da parte di qualsiasi università del Paese e di qualsiasi istituzione di New York.